# 中央大通

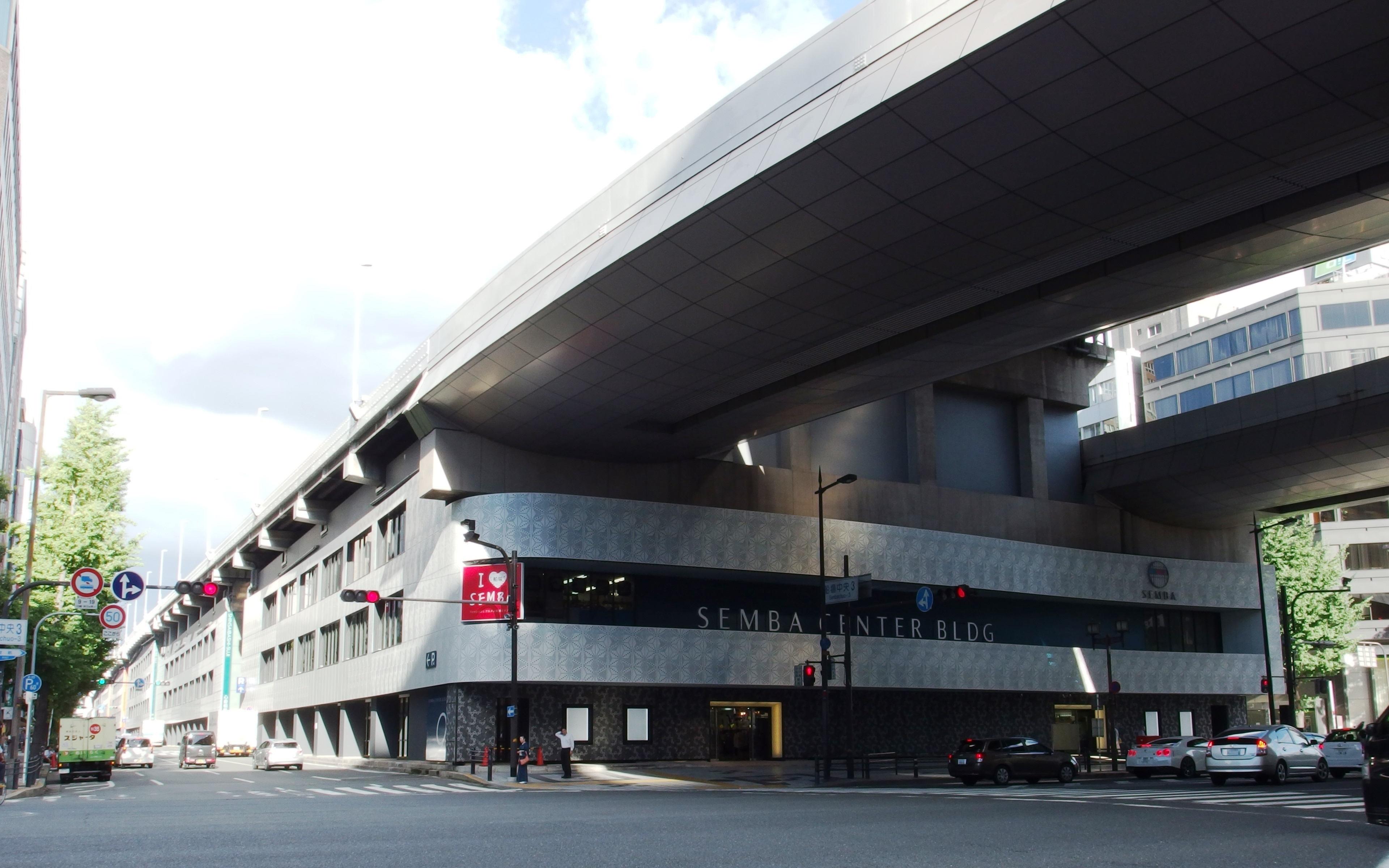
御堂筋との交差点付近
左：船場中央3交差点（東行き）、右：久太郎町3交差点（西行き）
平面道路に挟まれた船場センタービルの上は、両端に高架道路が通り、一段高くなっている中央に阪神高速13号東大阪線が通っている。

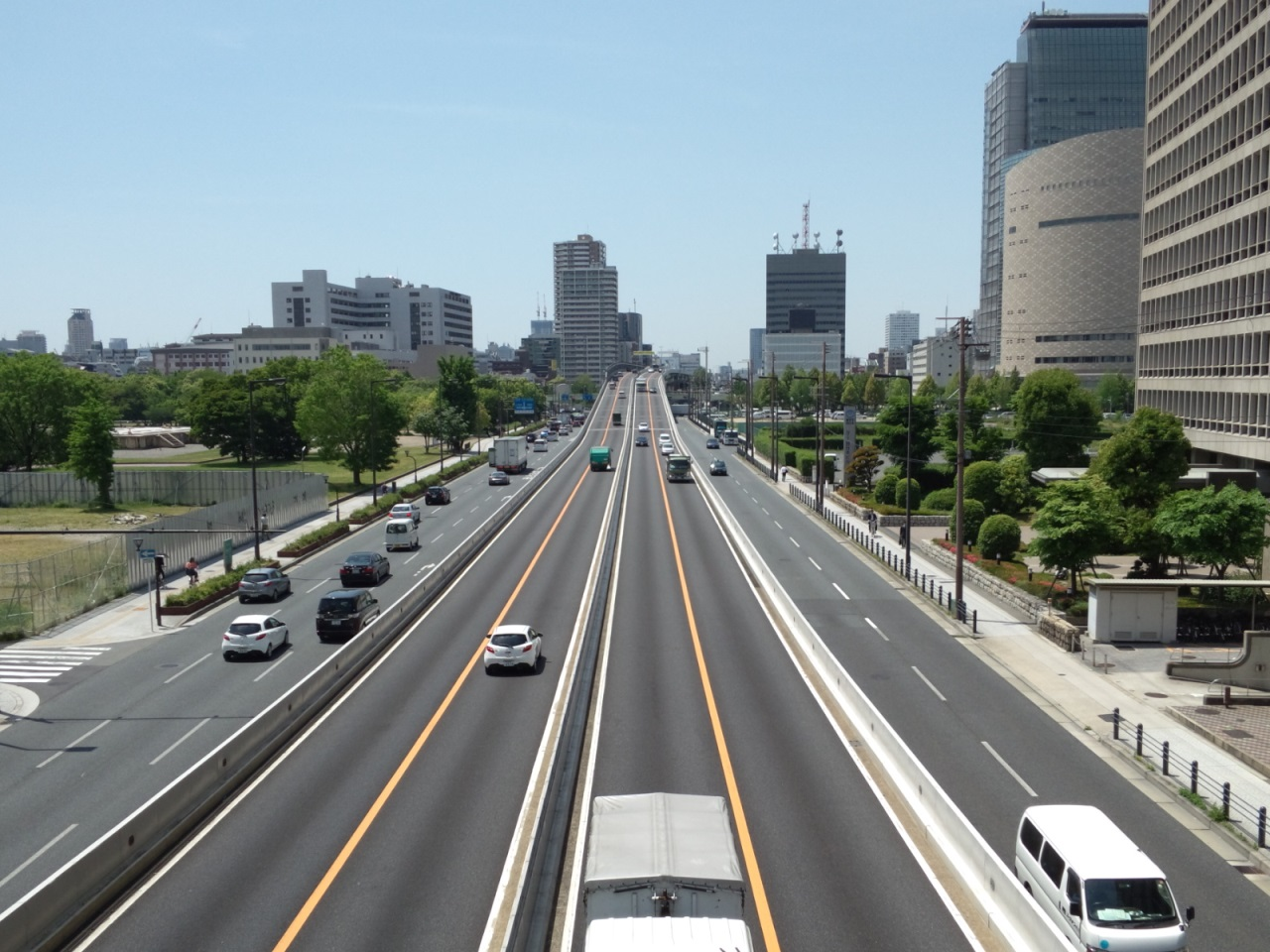
阪神高速13号東大阪線と併走する中央大通（難波宮跡付近）

中央大通（ちゅうおうおおどおり）は、大阪府大阪市のほぼ中央を東西に通る大阪市道築港深江線（Google マップ）の通称。一般的には接続する国道308号の一部区間も含まれ、東大阪市においても中央大通と呼ばれることが多い。
ほとんどの区間において道路の中央を阪神高速16号大阪港線・13号東大阪線が通り、その下を地下鉄中央線・近鉄けいはんな線が通っている。大阪市都心部の船場においては阪神高速および高架道路下が船場センタービルとなっている。

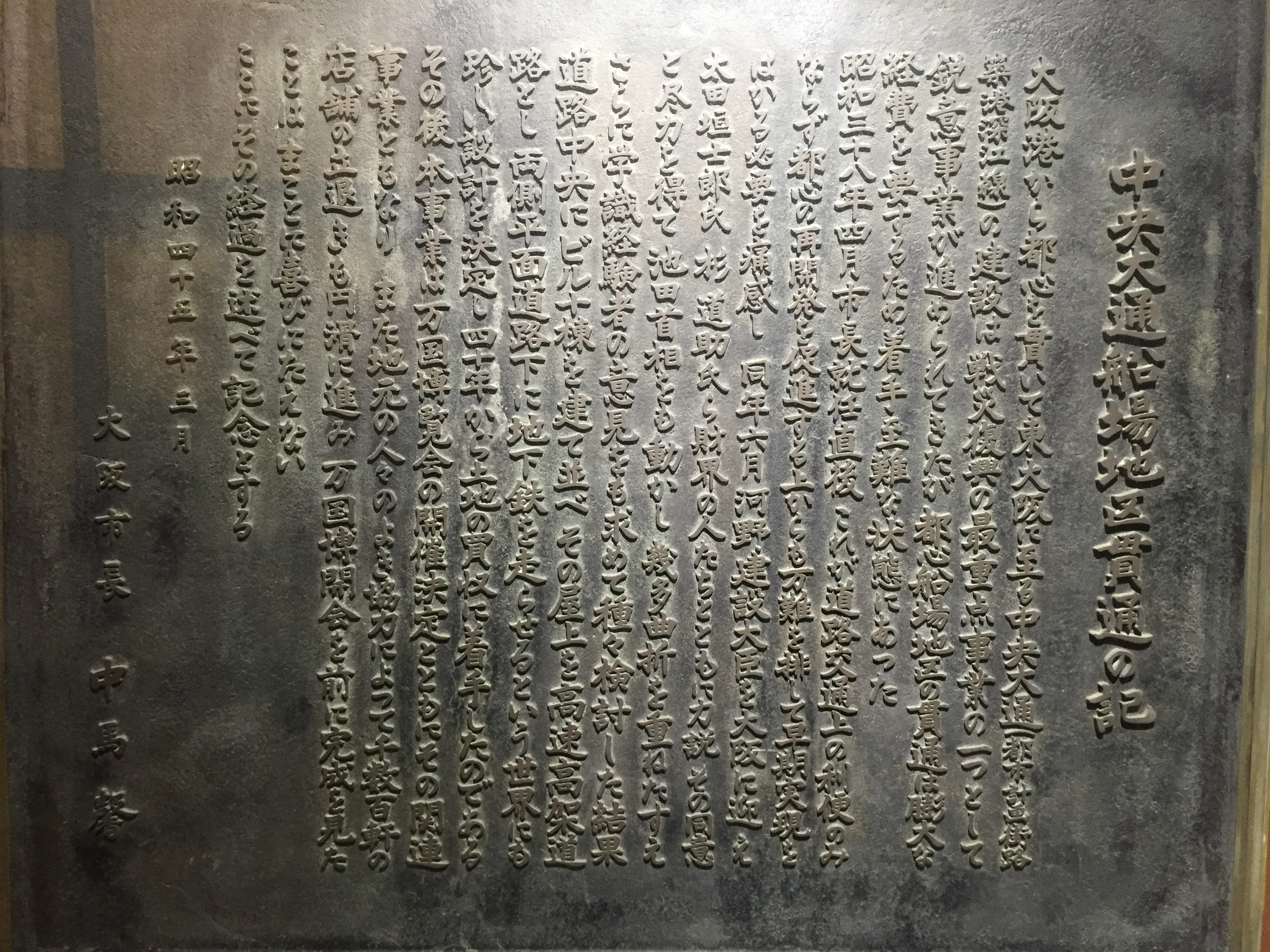
中央大通船場地区貫通の記

## 概要
戦災復興都市計画によって、1962年（昭和37年）から1970年（昭和45年）にかけて新設された都市計画道路。ただし、戦災復興事業の対象外とされた船場および上町では、万博関連事業として整備された。正式名称は築港枚岡線（大阪市部は大阪市道築港深江線）。幅員は最大80m、車線数は最大14。
都心部では大規模な立ち退きが必要となり、船場では唐物町南部・北久太郎町北部、上町では農人橋詰町北部・両替町南部・農人橋北部が道路用地となった。これらの移転先として船場センタービルが建設され、同時に船場中央の住居表示が実施された。なお、現在では唐物町北部は南本町に編入、北久太郎町南部は南久太郎町と統合されて久太郎町に改称、両替町北部は常盤町に編入、農人橋詰町・両替町南部は農人橋に編入されている。
渋滞緩和のため、船場では御堂筋や堺筋を跨ぐ高架道路が西本町交差点（四つ橋筋） - 農人橋交差点（松屋町筋）間に、上町では谷町筋を跨ぐ高架道路が農人橋交差点 - 法円坂交差点（上町筋）間にそれぞれ設置されている他、今里筋を跨ぐ緑橋高架橋と大阪内環状線を跨ぐ深江橋高架橋も設置されている。また、船場センタービルがある区間は東行きと西行きで交差点名が異なっている。
阿波座1交差点（なにわ筋）以西は歩道が広めに作られている。また、弁天町駅前交差点（国道43号）以西、朝潮橋までの約1.9kmは歩道と分離された道路交通法第2条第1項第3号の3の規定による自転車道が設置されている。
西端付近の朝潮橋交差点で国道172号（みなと通）と合流する（西端の八幡屋交差点まで重複）。その先は大阪港（築港）を経て、南港方面へ至る大阪港咲洲トンネルに通じている。
東端の統一された認識は定まっていない。考えられるのは、
1. 国道479号（大阪内環状線）との交点（深江橋交差点＝国道308号との重複始点）
2. 府道159号平野守口線との交点（大阪市と東大阪市の市境界＝大阪市道の東端点）
3. 国道170号旧道との交点（新石切駅前・東山町交差点）

の3つであるが、一般的には国道170号旧道付近までを中央大通と呼ぶことが多い。深江橋交差点の200m東には案内標識（道路の通称名、119-B）が設置されているが、以東の案内標識は国道308号のみが表示されている。ちなみに、千日前通の東端は大阪内環状線との交点である新深江交差点、勝山通の東端は大阪市と東大阪市との境界である。
併走する地下鉄中央線・近鉄けいはんな線は、阿波座駅の西側を境に、西側では道路中央部の高架を、東側では地下を通る。さらに、荒本駅の東側を境に、東側では再び道路中央部の高架となる。

## 沿線情報
- Osaka Metro中央線・近鉄けいはんな線 （朝潮橋駅 - 弁天町駅 - 九条駅 - 阿波座駅 - 本町駅 - 堺筋本町駅 - 谷町四丁目駅 - 森ノ宮駅 - 緑橋駅 - 深江橋駅 - 高井田駅 - 長田駅 - 荒本駅 - 吉田駅 - 新石切駅）

| 港区 - 八幡屋公園 - 大阪市中央体育館 - 大阪プール - 大阪市立港図書館 - ORC200 - ラジオ大阪本社 西区 - 大阪西郵便局 | 中央区 - 船場センタービル - NHK大阪放送局 - 大阪歴史博物館 - 大阪国際がんセンター - 国立病院機構大阪医療センター - 大坂城・大阪城公園 - 難波宮跡公園 - ピース大阪 - 森ノ宮ピロティホール - 森之宮 | 城東区 - NLC森の宮ビル（旧近鉄森の宮ビル） 東成区 東大阪市 - 高井田中央駅 - 大阪府立中央図書館 - 東大阪市役所 |

## 接続路線

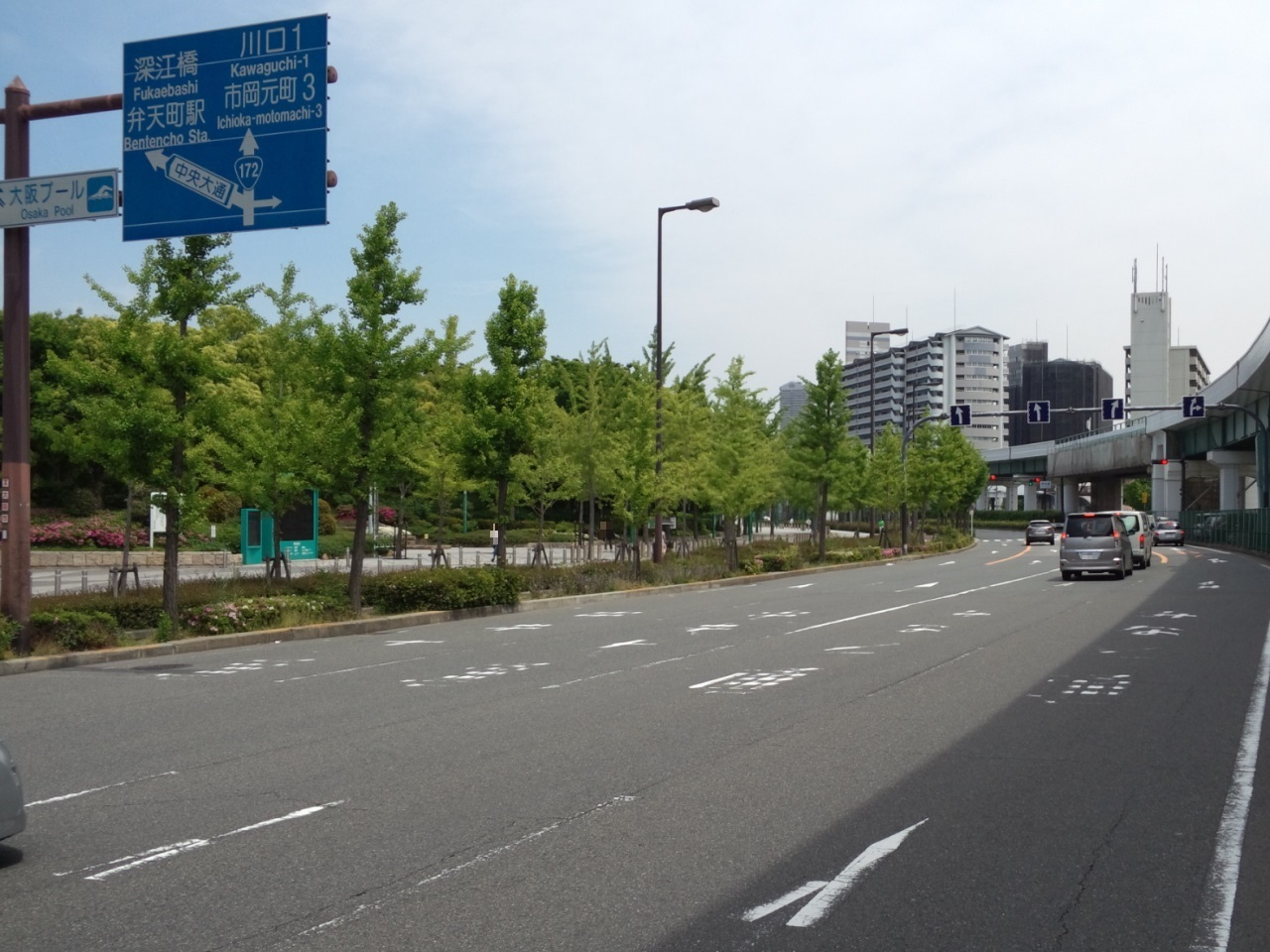
朝潮橋交差点

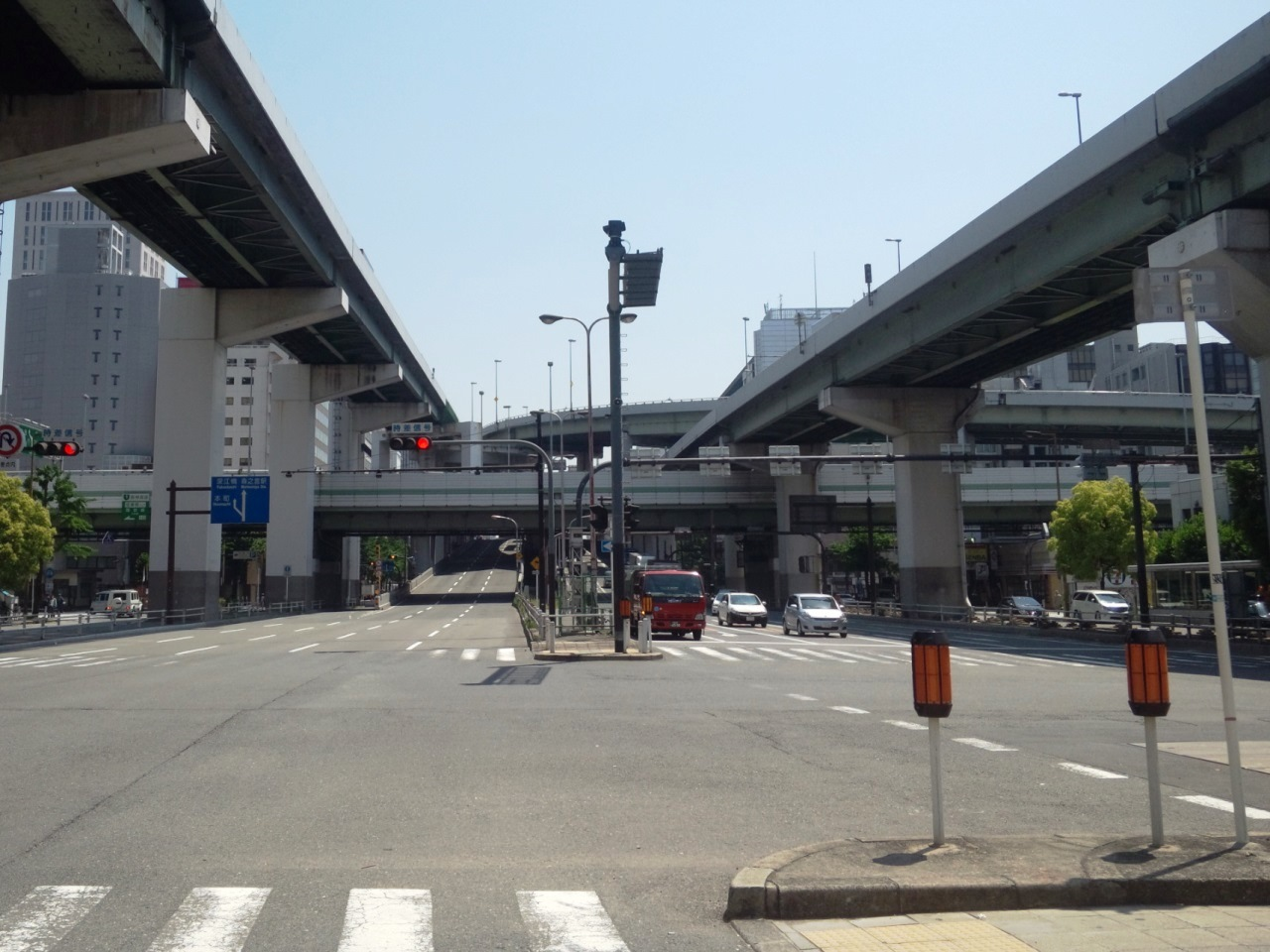
西本町交差点

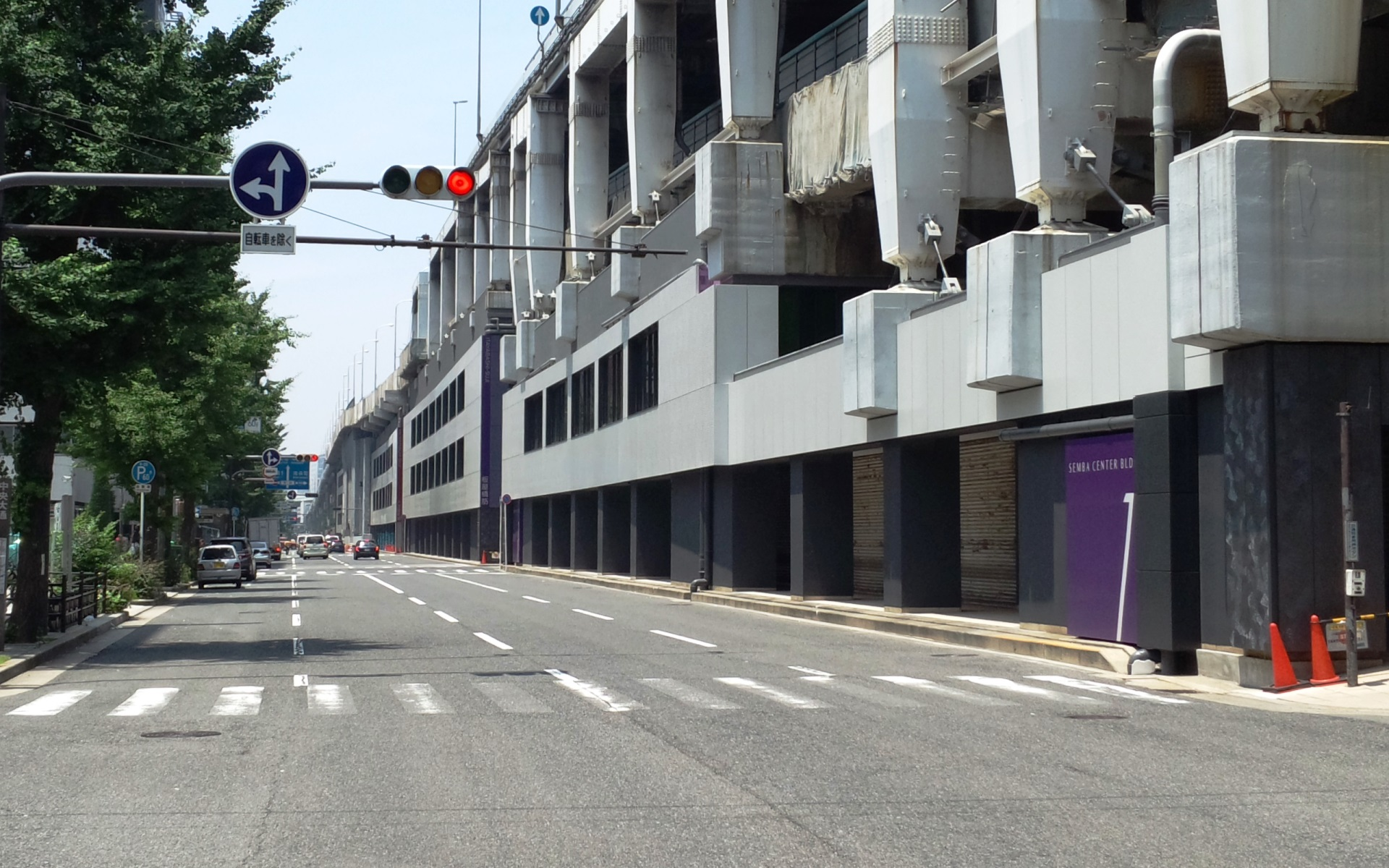
中央区役所より西を望む

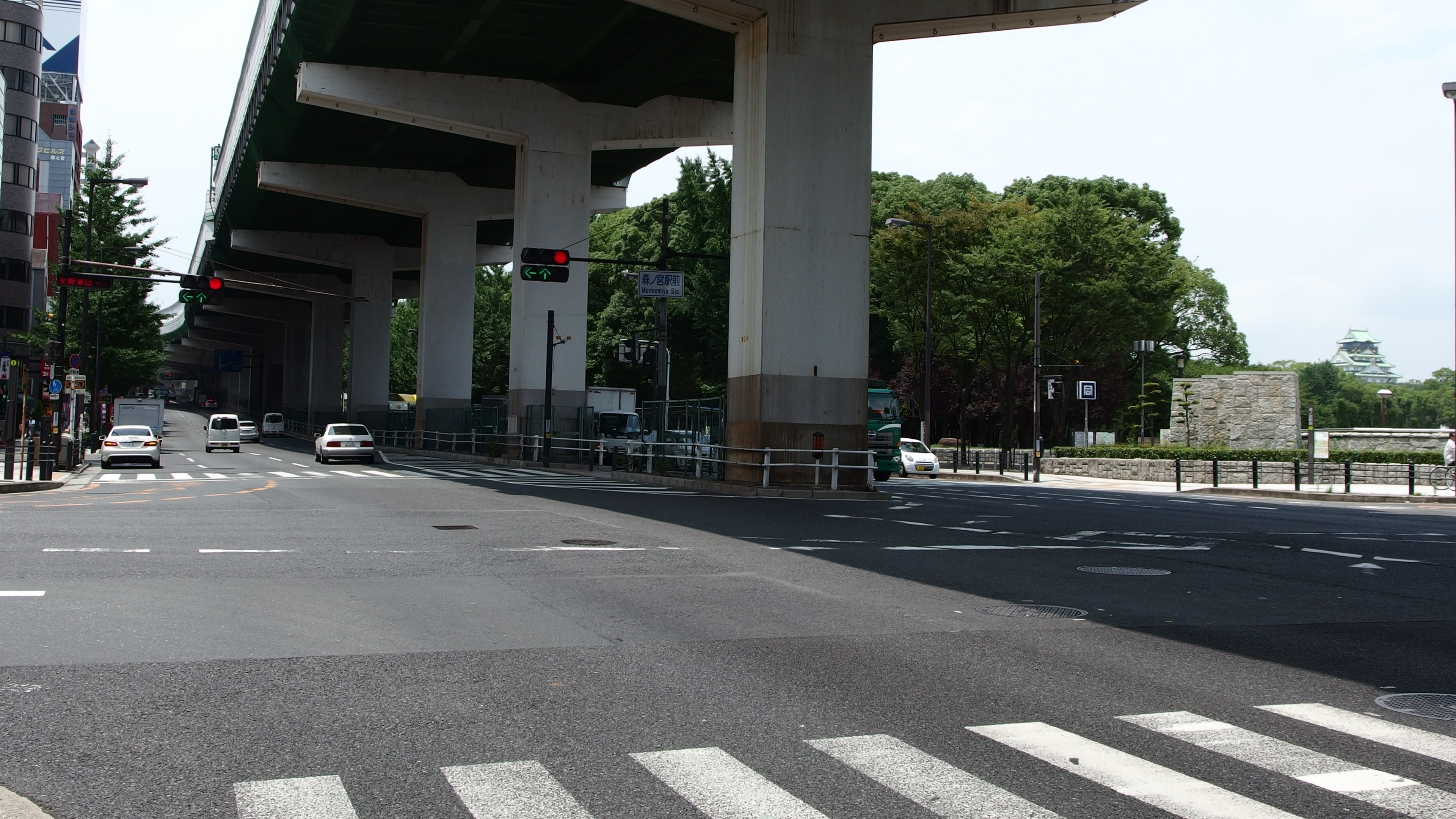
森ノ宮駅前交差点

| 交差する道路 南 ← 中央大通 → 北 | 交差する道路 南 ← 中央大通 → 北 | 交差する場所 | 交差する場所        | 路線名         |
| ------------------------------- | ------------------------------- | ------------ | ------------------- | -------------- |
| 国道172号 みなと通 大阪港方面   |                                 |              |                     |                |
| みなと通 国道172号              | みなと通 国道172号              | 港区         | 朝潮橋              |                |
| みなと通 国道172号              | みなと通 国道172号              | 港区         | 朝潮橋              | 市道築港深江線 |
| 国道43号                        | 国道43号                        | 港区         | 弁天町駅前          |                |
| みなと通 国道172号              | みなと通 国道172号              | 西区         | 川口1               |                |
| 新なにわ筋 府道29号大阪臨海線   | 新なにわ筋 府道29号大阪臨海線   | 西区         | 阿波座駅前          |                |
| あみだ池筋 都計中津西本町線     | あみだ池筋 都計中津西本町線     | 西区         | 阿波座駅東          |                |
| なにわ筋 府道41号大阪伊丹線     | なにわ筋 府道41号大阪伊丹線     | 西区         | 阿波座1             |                |
| 四つ橋筋 市道南北線             | 四つ橋筋 市道南北線             | 西区         | 西本町              |                |
| 御堂筋 国道25号                 | 御堂筋 国道25号                 | 中央区       | 久太郎町3 船場中央3 |                |
| 堺筋 府道102号恵美須南森町線    | 堺筋 府道102号恵美須南森町線    | 中央区       | 久太郎町1 船場中央1 |                |
| 松屋町筋 市道天神橋天王寺線     | 松屋町筋 市道天神橋天王寺線     | 中央区       | 農人橋              |                |
| 谷町筋 府道30号大阪和泉泉南線   | 谷町筋 府道30号大阪和泉泉南線   | 中央区       | 谷町4               |                |
| 上町筋 市道赤川天王寺線         | 上町筋 市道赤川天王寺線         | 中央区       | 法円坂              |                |
|                                 | 本町通                          | 中央区       | 城南                |                |
| 玉造筋 都計都島阿倍野線         | 玉造筋 都計都島阿倍野線         | 城東区       | 森ノ宮駅前          |                |
| 市道上新庄生野線 （疎開道路）   | 市道上新庄生野線 （疎開道路）   | 城東区       | 公団住宅前          |                |
| 今里筋 市道大阪環状線           | 今里筋 市道大阪環状線           | 東成区       | 緑橋                |                |
| 大阪内環状線 国道308号          | 大阪内環状線 国道479号          | 城東区       | 深江橋              |                |
| 大阪内環状線 国道308号          | 大阪内環状線 国道479号          | 城東区       | 深江橋              | 国道308号      |
| 府道159号平野守口線             | 府道159号平野守口線             | 城東区       | 高井田西6地先       |                |
| 府道15号八尾茨木線              | 府道15号八尾茨木線              | 東大阪市     | 藤戸新田            |                |
| 府道2号（旧）大阪中央環状線     | 府道2号（旧）大阪中央環状線     | 東大阪市     | 長田                |                |
| 府道2号大阪中央環状線           | 府道2号大阪中央環状線           | 東大阪市     | 荒本                |                |
| 府道21号八尾枚方線              | 府道21号八尾枚方線              | 東大阪市     | 河内中野南          |                |
| 大阪外環状線 国道170号          | 大阪外環状線 国道170号          | 東大阪市     | 被服団地前          |                |
| 第二阪奈有料道路                | 第二阪奈有料道路                | 東大阪市     | 西石切ランプ        |                |
| 国道170号                       | 国道170号                       | 東大阪市     | 新石切駅前          |                |
| 府道168号石切大阪線             |                                 |              |                     |                |

## 交通量
2005年度（大阪国道事務所　道の資料室より）
平日24時間交通量（台）
- 大阪市西区九条南3丁目：40,049
- 大阪市西区西本町2丁目：47,974
- 大阪市中央区船場中央3丁目：28,324
- 大阪市中央区常盤町2丁目：53,296
- 大阪市東成区中道1丁目：65,711
- 東大阪市長田中2丁目：69,099
- 東大阪市荒本北：41,755

### 渋滞
大阪市内のみならず、大阪府内でも有数の幹線道路であるため、渋滞が多い。
特に渋滞の激しい場所（※大阪市外の区間についても挙げる）
- 法円坂交差点
- 森ノ宮駅前交差点
- 高井田本通6丁目交差点
- 河内中野南交差点
- 被服団地前交差点